# Ottheinrich-Bibel

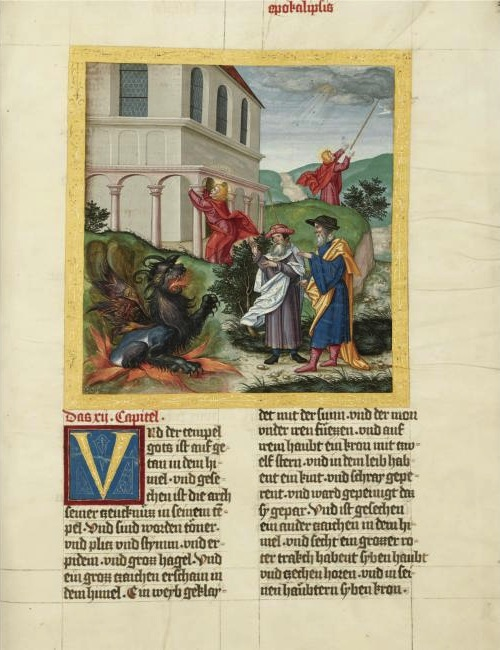
Illustration der Apokalypse durch Gerung, Blatt 294 recto

Die Ottheinrich-Bibel ist eine der kostbarsten Bilderhandschriften der Welt. Die wohl um 1425/30 geschriebene und wahrscheinlich in Regensburg teilweise illuminierte Handschrift überliefert eine frühe deutsche Übersetzung des Neuen Testaments. Sie basiert textlich auf der etwa 80 Jahre älteren Augsburger Bibelhandschrift. 1530 bis 1532 ließ Ottheinrich die vorgesehene Bildausstattung durch Matthias Gerung im Renaissance-Stil vollenden. Im Dreißigjährigen Krieg gelangte die Schrift nach Gotha. Hier wurde der riesige Band in den 1860er Jahren in acht Einzelbände zerlegt. Drei Bände (I, II und VII) erwarb die Bayerische Staatsbibliothek 1950, die restlichen fünf im Jahr 2007 (Signatur: Cgm 8010).

## Auftraggeber
Dass nur ein fürstlicher Auftraggeber sich das höfische Prachtwerk geleistet haben konnte, scheint unstrittig. Sotheby’s entscheidet sich für den Bayern-Herzog Ludwig den Bärtigen (Ludwig VII. von Bayern) und den mutmaßlichen Schreibort Ingolstadt. Gesichert ist dies freilich nicht.

## Geschichte der Handschrift
Erster nachgewiesener Eigentümer war Pfalzgraf Ottheinrich von Pfalz-Neuburg, der im Dezember 1530 den ersten Vertrag mit Matthias Gerung schloss, um die Illumination des kostbaren Codex zu vollenden. Ottheinrich nahm den Band nach Heidelberg mit. Im November 1622 entführte Kurfürst Maximilian von Bayern die Bibel nach München. Bei der schwedischen Besetzung Münchens 1632 nahm König Gustav Adolf von Schweden mit anderen Handschriften das Stück an sich. Er übergab es später Herzog Wilhelm IV. von Sachsen-Weimar, von dem es an dessen Bruder Herzog Ernst I. von Sachsen-Gotha überging. Von etwa 1647 ab befand es sich in der Bibliothek von Schloss Friedenstein in Gotha.
Fünf der acht Bände gingen 1936 an das Kurpfälzische Museum in Heidelberg im Tausch gegen zwei Cranach-Gemälde. 2003 wurden diese Bände der Herzog-von-Sachsen-Coburg-und-Gotha’schen Stiftung für Kunst und Wissenschaft zurückgegeben. Am 10. März 2006 wurden sie kurz vor der Einleitung des Verfahrens zur Eintragung in das Verzeichnis national wertvollen Kulturgutes aus Deutschland nach London verbracht, wo sie am 4. Dezember 2007 bei Sotheby’s zur Versteigerung (Lot 40) kommen sollten zum Mindestgebot von zwei Millionen Pfund (2,9 Millionen Euro). Kurz zuvor wurden sie vom Freistaat Bayern für die Bayerische Staatsbibliothek erworben.
Die in Gotha verbliebenen Teile der Bibel brachten Familienangehörige des ehemals regierenden Hauses mit anderen Kulturgütern 1945 in ihren Besitz. Sie wurden bereits 1950 an die Bayerische Staatsbibliothek verkauft.